# Almacén Urahara
El Almacén Urahara, Tienda Urahara o, en algunas versiones, Quiosco Urahara  (浦原 商店, Urahara Shōten) es un comercio ficticio de la serie manga y anime Bleach situado en el barrio Karakura de Tokio. Su dueño es Kisuke Urahara.

## Personajes

### Kisuke Urahara
El misterioso dueño y encargado de la tienda. Es el que consigue el material de la Sociedad de Almas y suele tratar directamente con los clientes de artículos shinigami. A pesar de su aspecto inconsecuente y perezoso, es muy respetado por sus subordinados.

### Tessai Tsukabishi
Asistente y mano derecha de Urahara, Tessai es un hombre grande y musculoso, con gafas y largas patillas unidas a su bigote. Siempre lleva puesto su delantal. Se sabe que 101 años atrás era el líder del escuadrón de artes demoníacas de la Sociedad de Almas, teniendo como segundo al mando a Hachigen Ushōda. Su conocimiento sobre kidō es el más alto visto hasta el momento con la posible excepción de Aizen, pues es capaz de utilizar hadōs extraordinariamente potentes como el 88 Hiryu Gekizoku Shinten Raihō e incluso técnicas prohibidas de índole espaciotemporal como el Jikan Teishi y el Kūkan Teni. Tras intentar ayudar a los shinigamis transformados en Hollow por Sōsuke Aizen, Tessai fue condenado a prisión por utilizar técnicas prohibidas, no obstante gracias a Yoruichi Shihōin, el, Urahara y los 8 afectados fueron capaces de escapar al mundo real.

### Ururu Tsumugiya
La niña tímida y llorona de aspecto frágil y débil que trabaja con Tessai y Jinta en la tienda. A pesar de su apariencia, posee el nivel de combate de un Shinigami medio y se le ha visto herir a un arrancar de alto nivel al reaccionar de una manera extraña a su presencia (a esto se le conoce en palabras de Ginta como Modo Genocidio).Es capaz de dar golpes realmente fuertes, tanto puñetazos como patadas, como se le ve en el entrenamiento de shinigami de Ichigo que casi lo mata y en la pelea con Baura, la mascota de un Bound al cual derriba. Además de los puños, también usa un bazuca cubierta de vendas. Usualmente es molestada por Jinta, el cual le presiona sobre las sienes cuando está en desacuerdo con ella o quiere hacerla trabajar, a pesar de eso se sabe que Jinta la aprecia mucho y se preocupa por ella. Forma parte de los "Superhéroes Karakura" organizados por Don Kanonji con el nombre de "Karakura Rosa".

### Jinta Hanakari
El niño pelirrojo e impulsivo que suele pasar el rato intentando escaquearse del trabajo e incordiando a Ururu, por la que, no obstante, se preocupó mucho cuando un arrancar la hirió gravemente. Su mayor afición es el béisbol y por eso usa un bate cuando está combatiendo en las filas de los "Superhéroes Karakura", cuyo título de "Karakura Rojo" se disputa con Karin Kurosaki. Al parecer le gusta la otra hermana Kurosaki, Yuzu. Como el resto de la plantilla del Almacén Urahara, es mucho mayor y maduro que la edad que aparenta. A pesar de normalmente aparentar lo contrario tiene una gran admiración por Renji.

### Otros
- Yoruichi Shihoin, no trabaja en la tienda pero vive en ella como invitada de su viejo amigo Urahara. Su forma en el mundo de los humanos es la de un gato negro, la cual, la chica en la Sociedad de Almas suele mostrar su verdadera forma a Ichigo sonrojándolo, y no es para menos, pues cuando se convierte suele estar desnuda.
- Renji Abarai ha sido enviado por la Sociedad de Almas a Karakura y le han dejado instalarse en la tienda. A él le encanta la comida que prepara, pero su orgullo no le permite repetir la comida, lo cual provoca que, cuando van en busca de Orihime se coma lo que ella posee en su refrigerador.

## Productos
Aunque posee los productos típicos de una tienda de ultramarinos, la verdadera especialidad del Almacén de Urahara son sus productos y servicios para shinigamis. Algunos de los ya vistos (principalmente a través de las compras de Rukia) son:
- Gikongan: Píldora que al tomarla obliga al alma del sujeto a salir de su cuerpo, mientras éste es ocupado por un alma artificial. Su nombre se cambió a "Soul Candy" (caramelo del alma) debido a las quejas de la Asociación de Mujeres Shinigamis, que consideraba el nombre de gikongan demasiado serio. Hay diferentes modelos, según la forma del dispositivo que expele la píldora del tubo: Chappy el conejo (el más popular, y favorito personal de Rukia), Yuki el pato (el 2º más popular), Bubbles el perro (el 3º más popular), Diana la serpiente, Alfred la calavera, Claudia el cuervo, Gringo el panda, Ginnosuke el gato, Blues el mono o Kaneshiro la rana.

- Kikanshinki: Artilugio similar a un encendedor que borra los recuerdos de la gente y los sustituye por otros aleatorios (tales como que boquetes en una casa causados en una pelea sean achacados a un camión o incluso a un luchador de sumo armado con un cañón). También venden recambios.

- Fijador de alma: Producto que ayuda a sincronizar un alma con un gigai (cuerpo falso usado por los shinigamis cuando tienen que recuperar fuerzas en el mundo de los vivos). Es algo tóxico. Cuanto más fijador se toma, más duro es después separar el alma del gigai.

- Revisión y puesta a punto del gigai: Oferta especial de la casa, sólo 4980 kan por 255 puntos corporales. También existe una opción reducida.

- Gigai: Los Gigai son cuerpos artificiales que usan los Shinigami para permanecer en el mundo humano con un cuerpo visible para los demás. Urahara es capaz de crearlos, al igual que el capitán Mayuri Kurotsuchi.

## Formas de pago
Mientras que los productos normales se pagan en yenes, los que son para shinigamis se pueden pagar en metálico, con tarjeta o con recompensas. Las recompensas se obtienen al eliminar hollows importantes y quedan registradas en el móvil especial que se da a los shinigamis para sus misiones en el mundo de los vivos. Ese registro puede ser comprobado por el vendedor con un lector especial.

## Base paramilitar
A lo largo de la serie Bleach el Almacén Urahara es usado a menudo como base paramilitar. Sirve de clínica improvisada, cuartel general en Karakura para los asuntos espirituales de Ichigo y su grupo y como lugar de entrenamiento. Para esto, Urahara construyó un patio secreto bajo la tienda. El patio es un enorme espacio rocoso aparentemente abierto. Es una réplica casi exacta del lugar secreto que construyeron en la Sociedad de Almas él y Yoruichi cuando eran pequeños para sus juegos y entrenamientos.